# Temnora subapicalis
Temnora subapicalis es una polilla de la  familia Sphingidae. Vuela en bosques de montaña en Kenia central y también en Zimbabue, República Democrática del Congo, Ruanda, y Sudáfrica.
Su envergadura es aproximadamente de 24 mm para machos y 26 mm para las hembras. Es similar a Temnora griseata griseata pero el lado superior  de la cabeza es oscuro marrón con una cresta media longitudinal, el ápice y tornus de sus alas delanteras es más agudo y el margen exterior es más profundamente excavado bajo el ápice. es lado superior de sus alas traseras es color de tierra, oscuro marrón y el patrón de líneas transversales es más contrastado.

## Subespecie
- Temnora subapicalis subapicalis
- Temnora subapicalis hayesi Darge, 1975 (Ruanda).